# León del castillo de Gripsholm
El león del castillo de Gripsholm, llamado también Leo, es un ejemplo notable de mala taxidermia, al estar mal disecado con una cara cómicamente irrealista. Está ubicado en la Armería Superior del museo del castillo de Gripsholm, en Suecia.

## Historia
En 1731, el Bey de Argel se presentó al rey Federico I de Suecia con dos leones de Berbería, tres hienas y un gato salvaje, todos ellos vivos, y un esclavo liberado encargado de cuidarlos. Fueron de los primeros leones de Escandinavia. Uno de los leones, aún con vida, fue regalado a Jorge II, el entonces Elector de Sajonia y se mantuvo en una jaula cerca de Junibacken. Cuando el león murió, la piel y los huesos fueron entregados a un equipo de taxidermistas que lo rellenaron y montaron, sin estar familiarizados con la apariencia de leones vivos. Sin embargo, desde el lado, la postura creada se parece a un león heráldico en lugar de un león real. 

## Notoriedad
A partir del año 2000, el león mal disecado ha sido ampliamente conocido como meme de internet.